# Капулин
Капулин (лат. Prunus salicifolia) — небольшое листопадное дерево семейства Розоцветные, высотой 12-15 м с овально-ланцетовидными листьями, тёмно-зелёными глянцевыми сверху и бледными снизу, 6-18 см длиной. Плод круглый, диаметром 1-2 см, с красной или почти чёрной, гладкой нежной кожицей, с бледно-зелёной сочной сладко-кислой мякотью и одним крупным семенем. Капулин происходит из Мексики и Гватемалы. Он издавна культивировался также в других частях Центральной Америки, в Перу, Эквадоре, Колумбии и Боливии. В 1924 году он был интродуцирован на плоскогорья Филиппин. Зрелые плоды съедаются сырыми или тушёными, сбраживаются в алкогольные напитки. В Мексике дерево цветет с января по март, а плоды созревают в июле - августе. В Гватемале, цветы появляются с января по май, а фрукты с мая по сентябрь. Период плодоношения в Сальвадоре тянется с декабря по апрель.

## История

### Применение у ацтеков
В своём фундаментальном произведении «Общая история дел Новой Испании» (1547—1577) Бернардино де Саагун, опираясь на сведения ацтеков о свойствах растений, привел различные сведения о капулине, в частности о том, что:

Есть деревья в этой земле, которые называют капули, капулькуауитль, а испанцы называют их черешнями, потому что они немного похожи на испанские черешни листьями и плодами. Его ствол, его кора и его листва шершавые, горькие. Его листва и его побеги — целебны для глаз. Капают |их| сок в наши глаза, когда у нас воспаленные глаза. Плод этого дерева называется капули. Он круглый, блестящий. У него есть семена. Оно дает цветы. Оно покрывается цветами. Распускаются цветы, взрываются. Оно сбрасывает цветы, разбрасывает цветы, рождаются плоды, зародившись, сбрасывает почки, они толстеют, окрашиваются, наливаются румянцем, чернеют, становятся черными, дают чёрный сок. Я отрезаю капули. Я трясу, дабы упал капули. Я продаю капули. Я ем капули. Если его много съесть, то проходит |быстро пища| через людей, он вызывает понос, |быстро проходит пища| через людей, причиняет понос у людей. Косточка капули называется капулиоллотли. Также она твердая, крепкая, непригодная кость. Косточка |внутри| съедобная: она поджаривается. Если съесть много, то раздуется живот у людей. Плод называется капули, что значит местная черешня. Листья и почки этого дерева целебны для глаз, в них капают сок. Вредные эта черешня, когда её съедают много, потому что они вызывают понос, сердцевину плодовых косточек едят поджаренными.